# Чемпіонат України з легкої атлетики в приміщенні серед молоді 2021
Чемпіонат України з легкої атлетики в приміщенні серед молоді 2020 був проведений 10-12 лютого в легкоатлетичному манежі Сумського державного університету.
Медалі були розіграні серед спортсменів у віці до 23 років (1999 року народження або молодші), які змагались разом з дорослими спортсменами, що визначали переможців в межах власної першості.

## Чемпіони
| 60 метрів                        | Ерік Костриця Волинська область                                             | 6,72 SB                           | Вікорія Ратнікова Запорізька область                                      | 7,33         |
| 200 метрів                       | Огуз Уяр Туреччина                                                          | 21,42 PB                          | Тетяна Кайсен Дніпропетровська область                                    | 24,62 SB     |
| 400 метрів                       | Іляс Чанакчі Туреччина                                                      | 47,34                             | Тетяна Безшийко Черкаська область                                         | 55,20 SB     |
| 800 метрів                       | Мурат Ялчинкая Туреччина                                                    | 1.54,84 PB                        | Світлана Жульжик Рівненська область                                       | 2.05,55      |
| 1500 метрів                      | Олександо Гонський Київська область                                         | 3.55,31 PB                        | Уляна Рачинська Рівненська область                                        | 4.37,74      |
| 3000 метрів                      | Ілля Сосницький Вінницька область                                           | 8.19,62 PB                        | Тетяна Оксенюк Київ                                                       | 10.16,81 PB  |
| 60 метрів з бар'єрами (84 см)    |                                                                             | Кристина Юрчук Донецька область   | 8,55                                                                      |              |
| 60 метрів з бар'єрами (106,7 см) | Максим Андрухів Львівська область                                           | 8,30 PB                           |                                                                           |              |
| 3000 метрів з перешкодами        | Василь Сабуняк Київ                                                         | 9.04,03 PB                        | Катерина Онісімова Дніпропетровська область                               | 10.58,60 PB  |
| 4×400 метрів                     | Львівська область Юрій Васічкін Микита Родченков Руслан Реган Денис Баранов | 3.20,98                           | Сумська область Аліна Богданова Дарина Маслюк Анна Мельник Анна Цибульник | 3.54,17      |
| Стрибки у висоту                 | Олег Дорощук Кіровоградська область                                         | 2,28 PB                           | Ярослава Магучіх Дніпропетровська область                                 | 2,00         |
| Стрибки з жердиною               | Ілля Кравченко Київська область                                             | 5,22 SB                           | Марія Ященко Київська область                                             | 3,91 PB      |
| Стрибки у довжину                | Антон Копитько Дніпропетровська область                                     | 7,41 SB                           | Дар'я Діханова Харківська область                                         | 6,02 SB      |
| Потрійний стрибок                | Артем Коноваленко Донецька область                                          | 15,34                             | Тугба Данішмаз Туреччина                                                  | 13,83 PB NIR |
| Штовхання ядра (4 кг)            |                                                                             | Тетяна Кравченко Київська область | 15,79 SB                                                                  |              |
| Штовхання ядра (7,26 кг)         | Артем Левченко Харківська область                                           | 17,22                             |                                                                           |              |
| П'ятиборство                     |                                                                             | Аліна Шух Київська область        | 4412                                                                      |              |
| Семиборство                      | Владислав Різниченко Луганська область                                      | 4814                              |                                                                           |              |

## Онлайн-трансляція
Легка атлетика України здійснювала вебтрансляцію чемпіонату на власному YouTube-каналі.
- День 1 (ранкова програма) на YouTube
- День 1 (вечірня програма) на YouTube
- День 2 (ранкова програма) на YouTube
- День 2 (вечірня програма) на YouTube
- День 3 на YouTube